# خوان ماریا بوردابری
خوان ماریا بوردابری (انگلیسی: Juan María Bordaberry؛ زادهٔ ۱۷ ژوئن ۱۹۲۸ – درگذشتهٔ ۱۷ ژوئیهٔ ۲۰۱۱) یک سیاستمدار اهل اروگوئه بود. خوان ماریا بوردابری در ۱۷ ژوئیه ۲۰۱۱، در سن ۸۳ سالگی بر اثر مشکلات حاد تنفسی درگذشت.